# 1 퍼센트 원조
1 퍼센트 원조(一 - 援助)는 제1회 유엔 무역 개발 회의 총회(1964년)에서 채택된 조항으로 선진국이 자국 국민소득의 1%를 개발도상국 원조에 충당할 것을 결정한 내용이다. 1967년 현재 이에 관한 의무를 이행하고 있는 나라는 벨기에, 프랑스, 네덜란드, 독일 등 4개국이다.